# 海南鰁
海南鰁（学名：Sarcocheilichthys hainanensis）为輻鰭魚綱鯉形目鲤科鳈属的其中一種，該物種於1927年由John Treadwell Nichols和Clifford H. Pope描述，主要分布於亞洲越南、寮國及中國南部，體長可達9公分。
其种加词“hainanensis”意为“海南的”。